# You and Me Both
You and Me Both är ett musikalbum från 1983 av den brittiska syntpopgruppen Yazoo. Det var gruppens andra och sista album och gavs ut den 4 juli 1983 på skivbolaget Mute Records.

## Låtförteckning
1. Nobody's Diary (Alison Moyet)
2. Softly Over (Vince Clarke)
3. Sweet Thing (Moyet)
4. Mr. Blue (Clarke)
5. Good Times (Moyet)
6. Walk Away From Love (Clarke)
7. Ode to Boy (Moyet)
8. Unmarked (Clarke)
9. Anyone (Moyet)
10. Happy People (Clarke)
11. And On (Moyet)

Låten Happy People  är utbytt till State Farm (Clarke/Moyet) på de amerikanska och kanadensiska utgåvorna av albumet. Låten Happy People är den enda Yazoo-låten med Vince Clarke som solosångare.